# Callirhipis miwai
Callirhipis miwai là một loài bọ cánh cứng trong họ Callirhipidae. Loài này được Nakane miêu tả khoa học đầu tiên năm 1985.